# Френк Вайлд (тенісист)
Френк Вайлд (англ. Frank Wilde; 19 березня 1911 — 6 лютого 1982) — колишній британський тенісист.
Найвищим досягненням на турнірах Великого шолома були фінали в парному та змішаному парному розрядах.

### Фінали турнірів Великого шолома

#### Парний розряд (2 поразки)
| Результат | Рік  | Турнір               | Покриття | Партнер   | Суперники             | Рахунок                 |
| --------- | ---- | -------------------- | -------- | --------- | --------------------- | ----------------------- |
| Поразка   | 1936 | Вімблдонський турнір | Трава    | Чарлз Гее | Пет Г'юз Реймонд Такі | 4–6, 6–3, 9–7, 1–6, 4–6 |
| Поразка   | 1939 | Вімблдонський турнір | Трава    | Чарлз Гее | Елвуд Кук Боббі Ріґґс | 3–6, 6–3, 3–6, 7–9      |

#### Мікст (1 поразка)
| Результат | Рік  | Турнір               | Покриття | Партнер    | Суперники              | Рахунок  |
| --------- | ---- | -------------------- | -------- | ---------- | ---------------------- | -------- |
| Поразка   | 1939 | Вімблдонський турнір | Трава    | Ніна Браун | Боббі Ріґґс Еліс Марбл | 7–9, 1–6 |